# Reinhard Kamitz
Reinhard Kamitz (* 18. Juni 1907 in Halbstadt, Bezirk Braunau, Österreich-Ungarn; † 9. August 1993 in Wien) war ein österreichischer Politiker. Von 1952 bis 1960 amtierte er als parteiloser Finanzminister. 

## Leben
Kamitz’ Familie übersiedelte 1910 nach Wien, wo sein Vater Wenzel Kamitz am 28. Oktober 1931 Präsident des Verwaltungsgerichtshofes wurde. Aus diesem höchsten Richteramt wurde er jedoch wegen seiner deutschnationalen Einstellung durch die Regierung Engelbert Dollfuß entlassen.
Reinhard Kamitz besuchte das Realgymnasium und das Technologische Gewerbemuseum in Wien, wo er 1925 maturierte. Anschließend studierte er in Wien an der Hochschule für Welthandel und wurde 1933 mit der Dissertation Rationalisierung unter Lohndruck zum Dr. phil. promoviert. In dieser Zeit war er Mitglied des Vereins deutscher Studenten aus Böhmen VDSt Asciburgia zu Wien-Prag, auf deren Ruf als nationalsozialistische Kaderschmiede Kamitz sich berufen hatte, um zur Promotion zugelassen zu werden.  Von 1934 bis 1938 stand er im Dienst des 1926 von Ludwig Mises gegründeten und 1931 von Friedrich August von Hayek fortgeführten Österreichischen Instituts für Konjunkturforschung, dessen Leitung er 1936 Oskar Morgenstern abrang. 
1938 wurde dieses an das Berliner Institut für Konjunkturforschung angeschlossen. In diesem Jahr erwarb er die Venia legendi an der Hochschule für Welthandel. Im Februar 1939 wechselte er in die Wiener Handelskammer. 1940 avancierte er zum Leiter der volkswirtschaftlichen Abteilung, 1944 übernahm er die Leitung dieser zur Gauwirtschaftskammer herabgestuften Organisation. 

## NSDAP Engagement
Kamitz trat 1933 der illegalen NSDAP bei und bewarb sich auch um Aufnahme bei der SS und war daher illegaler Nationalsozialist. In der Verbotszeit vor 1938 war er Mitarbeiter des Nachrichtendienstes der NSDAP Wien. Österreichs Illegale müssten nach dem Anschluss noch einmal um Aufnahme ansuchen. Kamitz beantragte am 12. Februar 1939 erneut die Aufnahme in die NSDAP und wurde zum 1. Juni 1940 aufgenommen (Mitgliedsnummer 7.677.009).
Bekannt ist heute zumindest eine Vernaderung Kamitz'. Christa Zöchling berichtet, dass Kamitz nach dem Anschluss einen Mitarbeiter entließ und meldete,
"weil dieser 'aus seiner antinationalsozialistischen Gesinnung (!) gar keinen Hehl macht'. Der Beamte grüße 'auch heute noch, wenn er in das Institut kommt, ostentativ 'Grüß Gott' oder 'Guten Tag', obwohl er mit dem deutschen Gruß angeredet wird', informierte Kamitz im September 1938 den Reichskommissar für die Wiedervereinigung Österreichs mit dem Deutschen Reich."

## Tod
Kamitz wurde am Döblinger Friedhof bestattet.

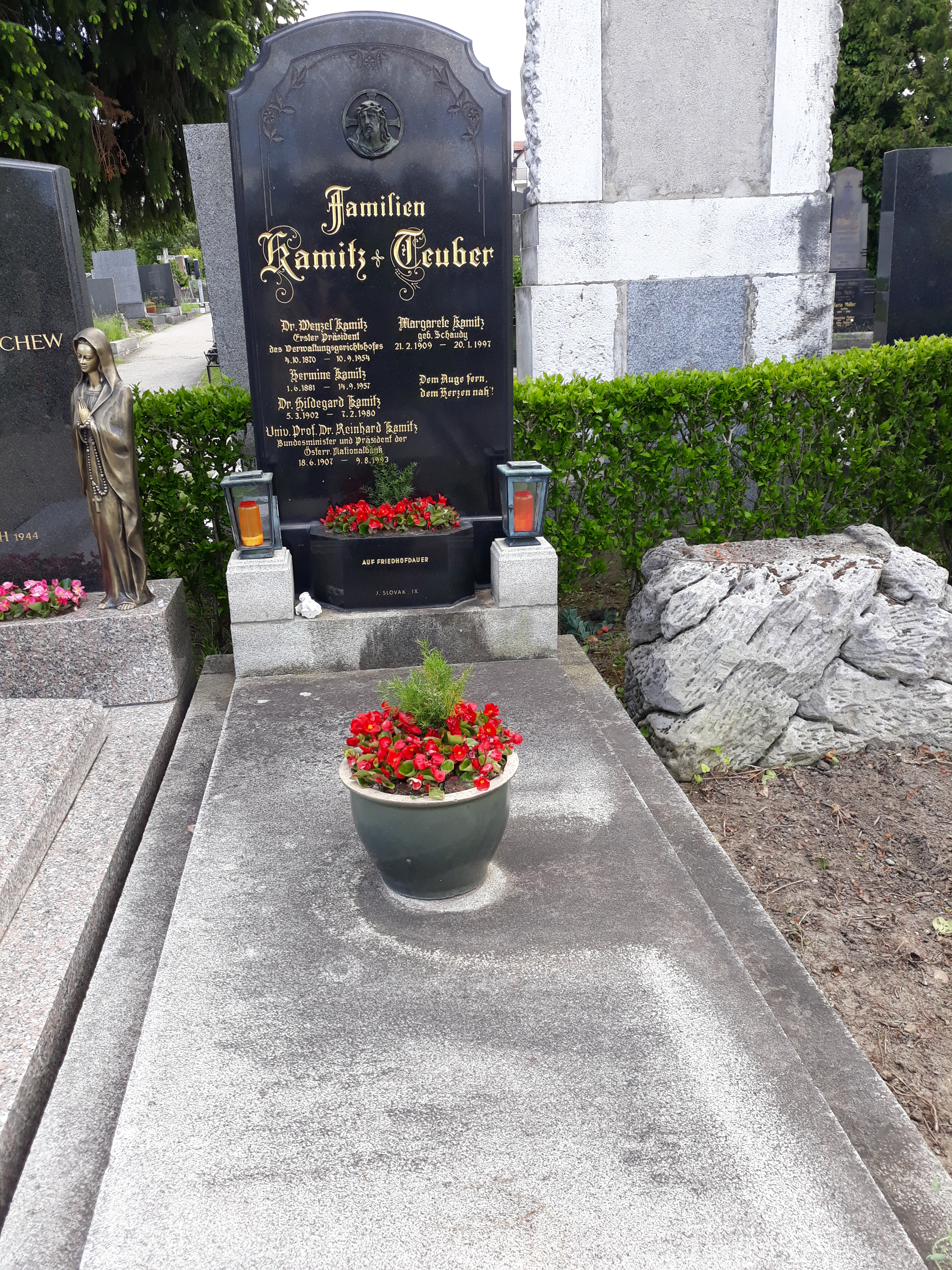
Das Grab von Reinhard Kamitz und seiner Ehefrau Margarete geborene Schaudy auf dem Döblinger Friedhof in Wien

## Raab-Kamitz-Kurs
Als parteiloser Finanzminister gehörte er der Regierung Julius Raab in der Zeit von 1952 bis 1960 an. Die beiden Politiker propagierten eine ordoliberale Politik, die als Raab-Kamitz-Kurs bekannt wurde. 
Erstes Ziel war die Bekämpfung der Inflation, die 1951 in Österreich fast 28 Prozent betragen hatte (1952 dann 17 Prozent). Durch eine Politik des „knappen Geldes“ (Einführung von Kreditbeschränkungen, höhere Liquiditätsvorschriften für Banken, Erhöhung des Diskontsatzes) konnte die Inflation bereits 1953 auf 5 Prozent reduziert werden.
Durch eine restriktive Budgetpolitik und die Erhöhung einiger Verbrauchssteuern sank die Staatsverschuldung, von fast 60 % des BIP, auf acht (!) Prozent (im Jahr 1957) und blieb bis zur Ära Kreisky auf diesem niedrigen Niveau. Kamitz gilt daher als "Vater des österreichischen Wirtschaftswunders"
In der Außenwirtschaft setzte Kamitz auf eine weitgehende Liberalisierung: So wurde etwa die Devisenbewirtschaftung aufgehoben und es wurden Haftungen des Bundes für Exportgeschäfte angeboten, was den Anteil Österreichs am Welthandel deutlich erhöhte. In der Binnenwirtschaft wurden Preiskontrollen und staatliche Bewirtschaftungsmaßnahmen abgebaut (z. B. Abschaffung von Lebensmittelkarten für Fleisch und Fett per 1. Juli 1953). Das Wirtschaftswachstum wurde durch verschiedene investitionsfördernde Maßnahmen und – dazu gehörig – die Förderung des privaten Sparens stimuliert. Mit steuerbegünstigten öffentlichen Anleihen wurden Infrastrukturprojekte wie Autobahnbau, Elektrifizierung der Eisenbahnen und Ausbau des Telefonnetzes finanziert.
Die drei Steuerreformen von 1953 bis 1958 führten bei starker Senkung der Steuersätze trotzdem zu einem höheren Steueraufkommen (später theoretisch ausgeführt in der Laffer-Kurve). Die Staatseinnahmen aus Steuern verdoppelten sich zwischen 1953 und 1960, wobei auch die günstige Konjunktur eine Rolle spielte. 
Obgleich Kamitz in der breiten Öffentlichkeit heute fast vergessen ist, gilt er in der historischen Betrachtung laut Roman Sandgruber als „der herausragende Finanzminister der Zweiten Republik“, auf den die Grundelemente des österreichischen Wirtschaftswunders zurückgehen.

## Ehrungen und Würdigungen
- 1956: Großes Goldenes Ehrenzeichen am Bande für Verdienste um die Republik Österreich (19. Januar)
- 1958: Großkreuz des Verdienstordens der Bundesrepublik Deutschland
- 1960: Bayerischer Verdienstorden
- Großkreuz des belgischen Kronenordens
- Großkreuz des spanischen Zivil-Verdienstordens

- In Großebersdorf trägt eine Straße den Namen Dr. Reinhard Kamitz-Straße.